# Joachim Carlos Martini

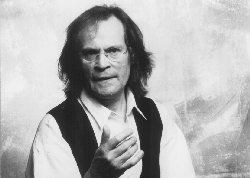
Joachim Carlos Martini

Joachim Carlos Martini (* 4. Mai 1931 in Valdivia, Chile; † 29. November 2015 in Frankfurt am Main, Deutschland) war ein deutscher Musikforscher und Dirigent.
Er gründete in den 1960er Jahren den bis 2013 von ihm geleiteten Chor Junge Kantorei, zudem zusammen mit seiner Frau, der Geigerin Judith Freise, sowie befreundeten Musikern das Barockorchester Frankfurt. Unter seiner Leitung entstanden 20 Aufnahmen auf Schallplatte und CD, 13 davon wurden bei Naxos veröffentlicht.

## Leben und Werk
Joachim Martini wurde als Kind deutscher Eltern in Chile geboren. Nach der Rückkehr der Familie 1938 verbrachte er die Schulzeit in Berlin, Westpreußen und Schleswig-Holstein. Martini war von 1942 bis 1944 Schüler an der NAPOLA in Stuhm (Westpreußen), wo im Sinne der NS-Ideologie die kommende Führungsschicht Deutschlands ausgebildet werden sollte. Inspiriert durch sein Elternhaus entdeckte er früh seine Leidenschaft für Musik.
Martini studierte Germanistik und Geschichte in Göttingen und Frankfurt am Main und interessierte sich darüber hinaus für Philosophie, Kunstgeschichte und Musikwissenschaft. Bei Max Horkheimer und Theodor W. Adorno hörte Martini Vorlesungen zur Musikästhetik und Musiksoziologie, bei Kurt Thomas studierte er Chorleitung und Oratorienpraxis, bei Hellmuth Franz Orchesterdirigieren und Opernpraxis. Nach dem I. und II. Staatsexamen trat er in das Lehramt an Höheren Schulen ein.
Dank des Einflusses Adornos, mit dem er während des Studiums und darüber hinaus freundschaftlich verbunden war, konnte Martini neben dem Lehrerberuf weiter an seiner musikalischen Ausbildung arbeiten. Er legte das Kantorenexamen an der Frankfurter Kirchenmusikschule ab und belegte Dirigierkurse am Salzburger Mozarteum bei Dean Dixon und Hermann Scherchen.
Von 1958 an leitete Martini den Studentenchor der Johann-Wolfgang-Goethe-Universität zu Frankfurt am Main und begründete dessen Ruf durch Aufführungen sakraler Werke, vornehmlich der Romantik. Im Jahre 1961 gründete er gemeinsam mit Fritz Eitel, damals Landesjugendpfarrer der Evangelischen Kirche in Hessen und Nassau, die »Hessische Schülerkantorei«. Sie ging ebenso wie der Studentenchor 1968 in der Jungen Kantorei auf, deren Leitung sich Martini bis 2013 hauptberuflich widmete. 1986 gründete Martini gemeinsam mit befreundeten Musikern das Barockorchester Frankfurt und stellte damit der Jungen Kantorei ein ihrer Programmatik adäquates Ensemble zur Seite.
Gemeinsam mit Judith Freise, der Konzertmeisterin des Barockorchesters Frankfurt, richtete Joachim Carlos Martini das Frankfurter Archiv »Verfolgtes Musikleben in der NS-Zeit« ein. In diesem Rahmen erforschte er Biographien und Werke der jüdischen Musiker während der Zeit des nationalsozialistischen Terrors. Dazu veröffentlichte er einige Publikationen und organisierte drei Ausstellungen, unter anderem »Musik als Form geistigen Widerstandes. Jüdische Musikerinnen und Musiker, 1933 bis 1945 – das Beispiel Frankfurt«. Die Ausstellungen wurden u. a. in der Frankfurter Paulskirche, im Wiesbadener Landtag, in den Universitäten von Frankfurt, Leipzig und Erfurt, in Straßburg und Chicago gezeigt. In diesem Zusammenhang bereitete Martini verschollene Kompositionen jüdischer Komponisten auf, die er mit der Jungen Kantorei aufführte.
Ein Schwerpunkt der musikalischen Arbeit Martinis lag auf dem Werk Georg Friedrich Händels. So rekonstruierte er nach zum Teil unveröffentlichten Originalmanuskripten die Partituren etlicher Oratorien, die bei den traditionellen Pfingstkonzerten in Kloster Eberbach, Bonn und Heidelberg aufgeführt wurden. In den Jahren 2000 bis 2003 erlebten die Pasticcio-Oratorien »Nabal«, »Gideon« und »Tobit«, die der Händel-Schüler und -Assistent John Christopher Smith Jr. aus Musiken des Meisters zusammenstellte, ihre erste Aufführung seit rund 240 Jahren.
Auch mit der Reihe »Auf der Suche nach dem verlorenen Klang« betrat Martini Neuland: Hier standen weitgehend unbekannte Werke von Komponisten der Spätrenaissance und des Frühbarock auf dem Programm, jeweils mit Schwerpunkten auf Italien, Frankreich, England, Spanien und Portugal.

## Auszeichnungen
- Dezember 2002: Verdienstkreuz am Bande des Verdienstordens der Bundesrepublik Deutschland.
- 2005: Auswahl von drei Stücken aus der Saul-Aufnahme in „Norton Recorded Anthology of Western Music“, 5. Auflage, ISBN 978-0-393-10608-4, ein US-amerikanisches Standardwerk für Musikhochschulen.
- September 2015: Ehrenplakette der Stadt Frankfurt am Main.

## Schriften
- Joachim Carlos Martini: Musik als Form geistigen Widerstandes. Brandes+Apsel, Frankfurt 2010, ISBN 978-3-86099-622-5.